# 浅川ループライン

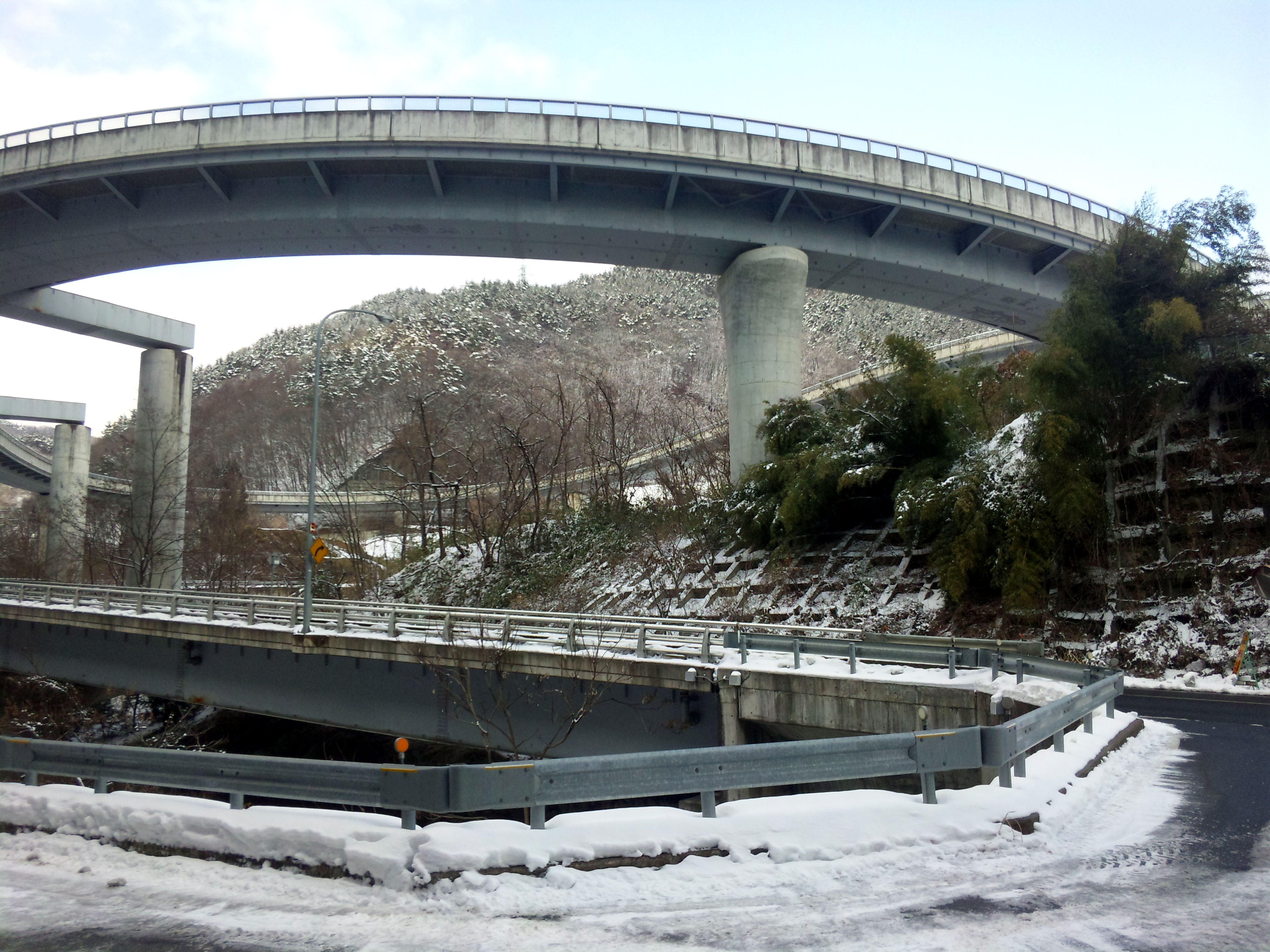
真光寺ループ橋（長野市真光寺）

浅川ループライン（あさかわループライン）は、長野県長野市の浅川東条交差点（長野市浅川東条＝長野県道37号長野信濃線交点）から飯綱高原スキー場前（長野市富田）に至る道路の通称。浅川東条交差点から長野市門沢までの区間が長野県道506号戸隠高原浅川線、長野市門沢から飯綱高原スキー場前までの区間が長野県道404号栃原北郷信濃線である。

## 概要
浅川ダム建設に伴う長野県道403号飯綱高原浅川線（当時。1997年（平成9年）に長野県道506号戸隠高原浅川線に編入）の付替道路として建設された道路で、大半が浅川・北浅川に沿っている。
長野市街地から飯綱高原・戸隠高原方面へのメインルートとして利用されている。以前は長野市街地から飯綱高原・戸隠高原へのアクセスには善光寺北交差点からの戸隠バードラインが利用されていたが、1985年（昭和60年）に起きた地附山地すべり災害により、戸隠バードラインのうち雲上殿・大峰山付近間が崩壊・流出し、廃道となってしまった。この区間については長野市道大座法師池西高線が迂回路として利用されていたが、この道路は「七曲り」と呼ばれる急峻でヘアピンカーブが続く険しい道であり、大型車（路線バス除く）の通行ができなかった。
このため長らく飯綱高原・戸隠高原へのアクセスは不便なものとなっていたが、1996年（平成8年）に開通した全線2車線、2本のループ橋・2本のトンネルにより山を越えるこの道路によって、1998年（平成10年）長野オリンピックの会場の一つである飯綱高原スキー場へのルートが確保され、また不便を強いられていた戸隠方面へのアクセスは快適なものとなった。いままで「七曲り」を経由してきた川中島バスの71 バードライン・戸隠線も、現在は全便がこの道路を経由する70急 ループ橋・戸隠線に移されている。
飯綱高原スキー場から先は、長野市道飯綱東山麓線（飯綱リゾートライン）を経て、大座法師池付近で戸隠バードラインに合流して戸隠高原へと続く。

### 主要構造物

#### 主な橋梁
- 真光寺ループ橋
  - 真光寺5号橋
    - 全長 - 70.0m
    - 幅員 - 8.5m

  - 真光寺4号橋
    - 全長 - 32.0m
    - 幅員 - 9.2m

  - 真光寺3号橋
    - 全長 - 564.0m
    - 幅員 - 9.0m

  - 真光寺2号橋
    - 全長 - 61.0m
    - 幅員 - 8.0m

  - 真光寺1号橋
    - 全長 - 57.0m
    - 幅員 - 8.0m

長野市街地寄りのループ橋で、巨大な@マーク形（360°回転が1箇所、ヘアピンが2箇所）をしている。高低差、最大半径とも約60m。橋の北端でそのまま八櫛トンネルへ続く。
- 中曽根大橋
  - 全長：49.5m

飯綱高原寄りのループ橋で、「の」の字形（270°回転）をしている。

#### トンネル
- 八櫛トンネル
  - 全長：424.0m
  - 幅員：8.5m

真光寺ループ橋からそのまま続くトンネル。入口には「みじか〜いトンネル」との愛称が書かれた杭が立っている。
- 飯綱トンネル
  - 全長：1,006.0m
  - 幅員：7.0m

八櫛トンネルを出ると短い橋梁を挟んで、すぐに飯綱トンネルに続く。入口には「なが〜いトンネル」との愛称が書かれた杭が立っている。

## 沿革
- 1993年（平成5年）12月14日 - 浅川ダムの建設に伴い、長野県道403号飯綱高原浅川線（当時）の付替道路工事に着手
- 1996年（平成8年）12月26日 - 付替道路浅川ループライン開通
- 1997年（平成9年）4月1日 - 長野県道403号飯綱高原浅川線が路線の廃止。長野県道506号戸隠高原浅川線の一部となる
- 1998年（平成10年）2月 - 長野オリンピック開催。ボブスレー・リュージュ会場「スパイラル」、フリースタイルスキー会場「飯綱高原スキー場」へのアクセスルートとして利用される

## 構成する路線
- 長野県道506号戸隠高原浅川線
- 長野県道404号栃原北郷信濃線

## 交差する路線
- 浅川東条交差点（長野市浅川東条＝起点）
  - 長野県道37号長野信濃線
- （長野市門沢付近）
  - 長野県道404号栃原北郷信濃線
- （長野市富田付近＝終点）
  - 長野県道404号栃原北郷信濃線（飯綱リゾートライン）

## 沿道
- 八櫛神社（ブランド薬師）
- 浅川油田油井跡 - 日本初の石油会社（1871年（明治4年）設立）の油井
- 浅川ダム
- 長野市ボブスレー・リュージュパーク（スパイラル） - 長野五輪ボブスレー・リュージュ会場
- 飯綱高原スキー場 - 長野五輪フリースタイルスキー会場